# Чёрная книга (игра)
«Чёрная книга» (англ. Black Book) — компьютерная игра в жанре RPG-приключение, разработанная российской студией Morteshka и изданная HypeTrain Digital. Релиз в Steam состоялся 10 августа 2021 года.
Действие игры происходит в Чердынском уезде Пермской губернии Российской империи в 1879 году, в значительной части опирается на русский фольклор и коми-пермяцкую мифологию, и основано на быличках. Чтобы обеспечить достоверность отображения мифов и реальных мест, разработчики работали совместно с российскими этнографами.
18 февраля 2022 года вышло дополнение под названием «Бесконечные битвы» (англ. Endless Battles), добавляющее в игру новый режим roguelike, в котором главная героиня должна будет дойти до встречи с Сатаной всего за три игровых дня. При этом в дополнении был сделан больший упор на сражения.

## Геймплей
В игре игроки управляют Василисой — молодой знаткой (ведьмой), которая путешествует по сельской местности Чердынского уезда и решает различные квесты (на каждой карте присутствует основной квест, отвечающий за развитие сюжетной линии игры, и ряд опциональных, в которых персонаж может получить новые задания, найти травы, поговорить со второстепенными персонажами, восстановить здоровье или сразиться с врагами). Для разрешения многих из них достаточно выбрать те или иные варианты ответов в диалоговом окне, но в других игроку придётся сражаться с помощью пошаговой карточной боевой системы.
До каждого боя игроку надо сформировать колоду, выбирая различные карты (на атаку, защиту или эффекты), которые делятся на два основных вида: приказы (карты с основными действиями) и ключи (необходимы для завершения заговора). В колоде может быть не менее 13 и не более 33 карт, за один ход можно задействовать максимум 18 из них. Игрок может собрать 3 различные колоды, но сменить их можно только до боя. Первый ход, как правило, делает Василиса, но ряд противников могут ходить первыми в зависимости от количества карт в заговоре (чем меньше — тем раньше). Некоторые карты (подписанные словом «Крада») одноразовые и после применения исчезают до конца боя (что можно изменить другой картой), оказывая пассивный эффект на всём его протяжении, остальные можно использовать сколько угодно, но частота их выдачи на каждом новом ходу зависит от количества карт этого типа, добавленных в колоду. Карты чёрного цвета отвечают за атакующие действия, карты белого — за защиту. Карты, подписанные словом «Крепкое», при использовании не дают непосредственного эффекта, но усиливают действие карт того же цвета, а также могут находиться в активном состоянии больше 1-го хода. Карты, подписанные словом «Летучая», задействуются сразу же по их выбору, не дожидаясь перехода хода и не занимая места в колоде.
Для победы игроку надо победить всех врагов; бой также может закончиться досрочно, если враги отступят. Если Василиса потеряет все очки здоровья — игра завершается поражением, но каждый бой можно переиграть или вернуться в начало локации с помощью автосохранения. В ряде локаций (в основном, это квесты вспомогательных персонажей) есть так называемые бои-головоломки, в которых игрок получает ограниченный выбор карт и должен победить за определённое количество ходов. Все бои можно пропустить (обычные — после 3-х поражений, бои-головоломки — после 5-ти, но только не на максимальном уровне сложности), но это негативно влияет на прокачку.
Побеждая врагов, игрок получает очки опыта, с помощью которых может прокачивать Василису, усиливая её способности. Также в игре присутствует инвентарь, который можно пополнять купленными, найденными или полученными от других персонажей предметами и травами, оказывающими те или иные эффекты.
В игре есть финансовая система — Василиса может получать деньги по некоторым квестам, при победе над врагами, а также при продаже предметов из инвентаря на ярмарке и игре в «дурака» там же. Более стабильным источником дохода является отправка бесов на задания в специальном меню (помимо денег, при прокачке, они могут приносить травы), однако это повышает показатель Грехов (также он растёт/снижается при некоторых сюжетных действиях). Изначально бесов три, их число можно увеличить при некоторых выборах в сюжете. Количество Грехов напрямую влияет на развитие сюжетной линии, закрывая или открывая некоторые варианты в квестах, а при определённой планке — становится недоступной положительная концовка.
Важное место в игре занимает механика игры в карточного «дурака». При этом используются правила подкидного «дурака», но можно определённое количество раз за партию (оно увеличивается с помощью некоторых предметов) превратить в козыря любую карту или подсмотреть карты соперника. Сыграть можно как с друзьями Василисы, так и на ярмарке с местными мужиками или с некоторыми сюжетными персонажами (на деньги, артефакт или душу, победа в последнем случае позволяет избежать боя, поражение ведёт к концу игры). Противники-нежить также могут с помощью колдовства превращать свои карты в козыри. После первого полного прохождения игры, в «дурака» можно сыграть в Главном меню, выбрав тип игры, противников и их количество.
Путешествие по уезду осуществляется с помощью игровой карты, на которой указаны действительно существующие географические объекты (Немзя, Чердынь, Вильгорт, Покча). В игровом меню присутствует энциклопедия, в которой можно ознакомиться с информацией о особенностях быта жителей Чердынского уезда, мифологии славянского и коренного финно-угорского населения, а также прослушать народные песни (в исполнении хора Пермского краевого колледжа искусств и культуры) и прочитать найденные во время путешествия былички.

## Сюжет
И видел я в деснице у Сидящего на престоле книгу, написанную внутри и отвне, запечатанную семью печатями. И видел я Ангела сильного, провозглашающего громким голосом: кто достоин раскрыть сию книгу и снять печати её? И никто не мог, ни на небе, ни на земле, ни под землею, раскрыть сию книгу, ни посмотреть в неё.
Молодая колдунья Василиса — сирота, находящаяся на попечении деда Егора, старого киловяза (колдуна), и живёт вместе с ним в деревне Чердынь Пермской губернии. Он пытается научить её своей премудрости, но девушка не намерена становиться ведьмой (векшей) и хочет сбежать из деревни вместе со своим женихом. Но за несколько дней до предполагаемого момента бегства тот, по неизвестным причинам и при неизвестных обстоятельствах, кончает жизнь самоубийством. Это меняет взгляды Василисы. Девушка соглашается стать векшей, чтобы магией вернуть его к жизни.

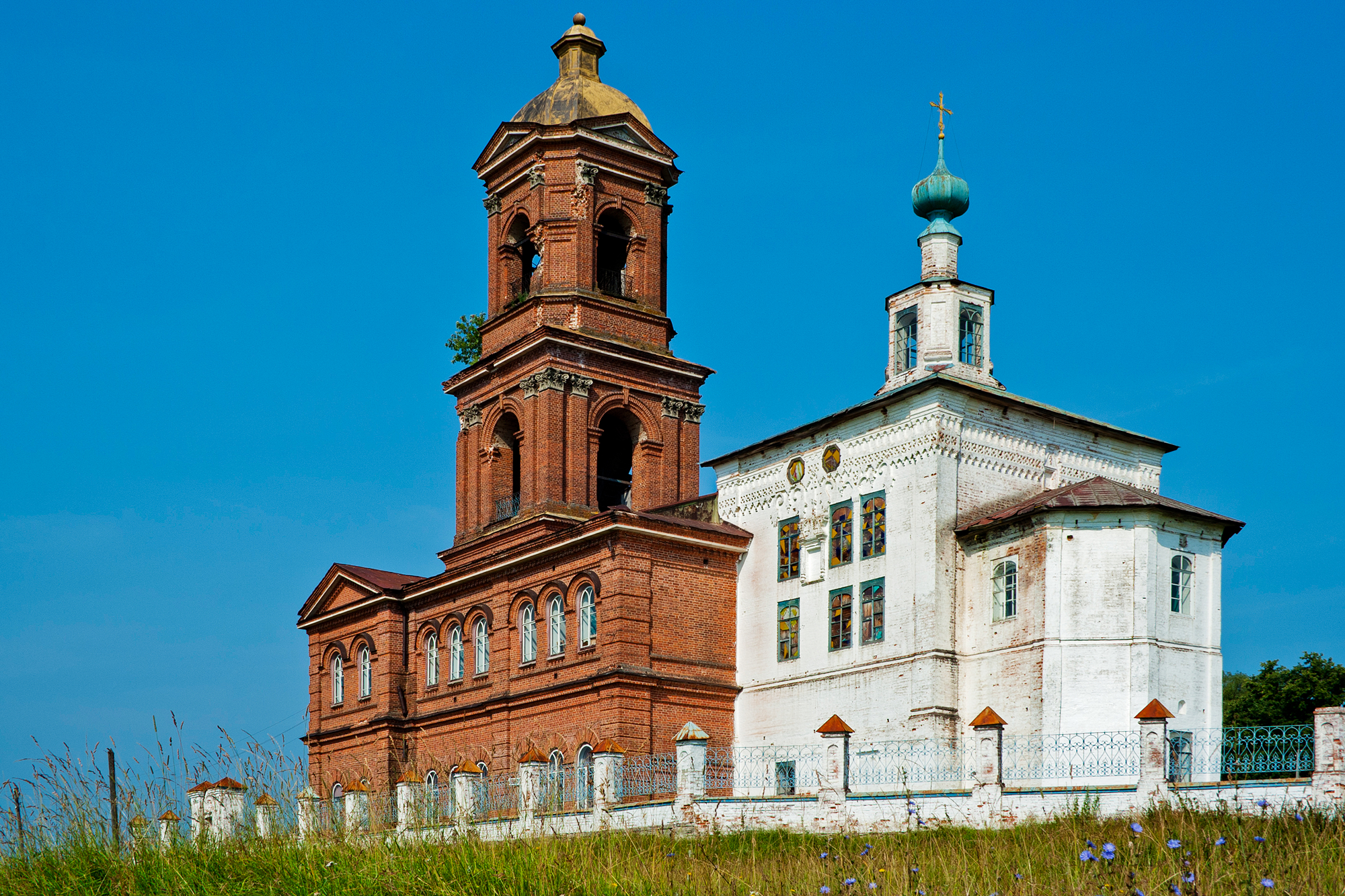
Реально существующая церковь Святой Троицы в Вильгорте является одной из локаций игры. Однако показана она такой, как была на момент действия сюжета — только белокаменное здание без пристройки (из красного кирпича), добавленной в 1902 году.

Дед Егор передаёт своей воспитаннице старый артефакт — Чёрную книгу, запечатанную семью печатями. По преданию тот, кто откроет все, сможет спуститься в Ад и потребовать исполнения одного своего желания. Во время учебного боя с чёртом, обращённым волком, первая печать неожиданно открывается и Василиса попадает в Ад, где встречается с неким зловещим созданием, которое говорит ей, что будет внимательно следить за её успехами. И они ещё не раз увидятся.
Василиса ступает на путь векши. Дед Егор отдал Василисе своих бесов, которые есть у каждого колдуна — киловяза. И теперь девушке предстоит решить, кем она станет: мудрой векшей, ведуньей, или чернокнижницей, киловязкой. Давать работу бесам, портить людей и зарабатывать грехи, или позволять бесам себя мучить, творя добрые дела.
Игрок сам выбирает стиль игры. Он может как отмолить или искупить грехи, так и заработать новые.
Василиса начинает путешествовать по Чердынскому уезду, борясь с тёмными силами и встречая по пути множество созданий из славянской и финно-угорской мифологии, попутно помогая (или не помогая, в зависимости от стиля игрока) местным жителям и гостям. Вместе с ней часто путешествуют её друзья и знакомые — дед Егор, отставной солдат Николай, суседко Прошка (который впоследствии оказывается древним божком коми Войпелем), колдун Левонтий и ворон Карныш. Заодно Василиса наживает себе и опасных врагов, таких как влиятельная колдунья Капитолина Ивановна по прозвищу «Пряха» и приехавший из Перми врач-дворянин Александр, оказавшийся магом-революционером.
Открыв все печати, Василиса вновь оказывается в Аду, где Сатана раскрывает перед ней все карты и предлагает, во исполнение желания, одолеть его самого. Концовка игры напрямую зависит от предыдущих действий игрока.

## Оценки
| Сводный рейтинг       | Сводный рейтинг |
| Агрегатор             | Оценка          |
| --------------------- | --------------- |
| Metacritic            | 75/100 (PC)     |
| OpenCritic            | 81 %            |
| Иноязычные издания    |                 |
| Издание               | Оценка          |
| GameStar              | 76/100          |
| RPGFan                | 88/100          |
| RPGamer               | 3,5/5           |
| GameSpace             | 8/10            |
| Multiplayer.it        | 6,5/10          |
| Русскоязычные издания |                 |
| Издание               | Оценка          |
| 3DNews                | 10/10           |
| Riot Pixels           | 68 %            |
| StopGame.ru           | «Изумительно»   |
| «Игромания»           | 4/5             |
| «Игры Mail.ru»        | 9,0             |
| VG Times              | 8,0             |
| Cubiq                 | 9/10            |

Игра получила в целом положительные отзывы критиков — на сайте-агрегаторе Metacritic версия «Чёрной книги» для персональных компьютеров была оценена на 75 баллов из 100 на основе 13 рецензий различных изданий. Версии для Xbox One и Nintendo Switch получили среднюю оценку в 79 баллов и 81 балл соответственно.
Станислав Клайд в рецензии «Игромании» отметил вариативность прохождения, нестандартно реализованную боевую систему и атмосферный саундтрек, но подверг сомнению скромную графику, переусложнённую систему прокачки и архаичный текст. Автор 3DNews Михаил Пономарёв похвалил боевую систему, использование славянских мотивов, назвав игру за это «культурологическим памятником», и завуалированные отсылки к современности. Рецензент Riot Pixels напротив назвал игру заурядной, заслуживающей внимания лишь в качестве краеведческого справочника. Денис Майоров, написавший рецензию для портала Disgusting Men, сравнил геймплей игры с The Banner Saga. Он особо похвалил прописанные образы персонажей в диалогах, переданный разработчиками колорит российской глубинки и назвал «Чёрную книгу» лучшей репрезентации русской культуры из виденных им прежде в играх. Никита Демидов в статье для iXBT Games похвалил низкий порог вхождения в игру, сравнив её с Гвинтом из «Ведьмака 3», но посетовал на отсутствие режима «Новая игра+», в котором бы можно было полноценно опробовать собранную к концу игры колоду в разных ситуациях. Также он назвал нелогичной систему сохранений, в которой нельзя зафиксировать прогресс в рамках локации, а только продублировать автосохранение в начале, и обратил внимание на слабость трёхмерных уровней, которые, впрочем, компенсируется по его мнению красочностью графики двухмерной.
GameSkinny рекомендовал игру и отметил, что, хотя Black Book «не очень хорошо объясняет свои системы», «если вы заинтересованы в изучении русской мифологии, Black Book — практически образовательный инструмент». RockPaperShotgun добавляет что игра «не локализует славянский фольклор, из которого складывается сюжет», что затрудняет его понимание нерусскими людьми. Брэд Голлоуэй в своей рецензии для портала GameCritics.com похвалил нетрадиционный для игровой индустрии выбор сеттинга, но посетовал на качество английского перевода, из-за которого не всегда понятны детали выбора, которые стоят перед героиней. По его словам, незнакомство западных игроков с деталями демонстрируемого быта в некоторых моментах составляет сложности; при этом он выразил симпатию англоязычной озвучке персонажей. Обозревательница сайта GameSpace Кэтрин Даро также отметила, что в английском переводе теряются проделанные создателями труды по написанию текстов с использованием аутентичных диалектов времени и места действия игры, и что в английском переводе, несмотря на его точность герои звучат как в любом другом фэнтези. Даро высоко оценила сюжет игры, подчеркнув лишь, что мотивация Василисы по спасению души суженного отходит на второй план по сравнению с событиями большей части игры. Абрахам Кобылянски из RPGFan сравнил игровой процесс «Чёрной книги» с Slay the Spire и Disgaea: Hour of Darkness, но отметил организацию перемещений Василисы между локациями с поисками необязательных заданий как отличительную особенность игры. По его словам, единственным существенным недостатком игры является недостаточно подробное описание действий некоторых карт, а карточный Дурак и вовсе оставил его как незнакомого с оригинальными правилами в замешательстве.
Александра Голубева, нарративный дизайнер российской студии Unfrozen назвала «Чёрную книгу» в числе лучших игр 2021 года, отметив бережное отношение авторов к этнографической тематике и назвав игру примером подлинного патриотизма. DTF назвал «Чёрную книгу» в числе главных российских ролевых игр 2021 года и поставил на третье место в своём топе всех игр, вышедших в 2021 году. StopGame.ru также включил игру в список лучших за 2021 год. Среди непрофильных изданий к лучшим играм 2021 года «Чёрную книгу» отнесла Meduza.
В марте 2022 года на ежегодной премии LUDI Awards, организованной российскими сайтами Канобу и Игромания, игра заняла 2 место в категории «Наша игра года» и 1 место место в категории «Лучший визуал».